# Elsen (Paderborn)

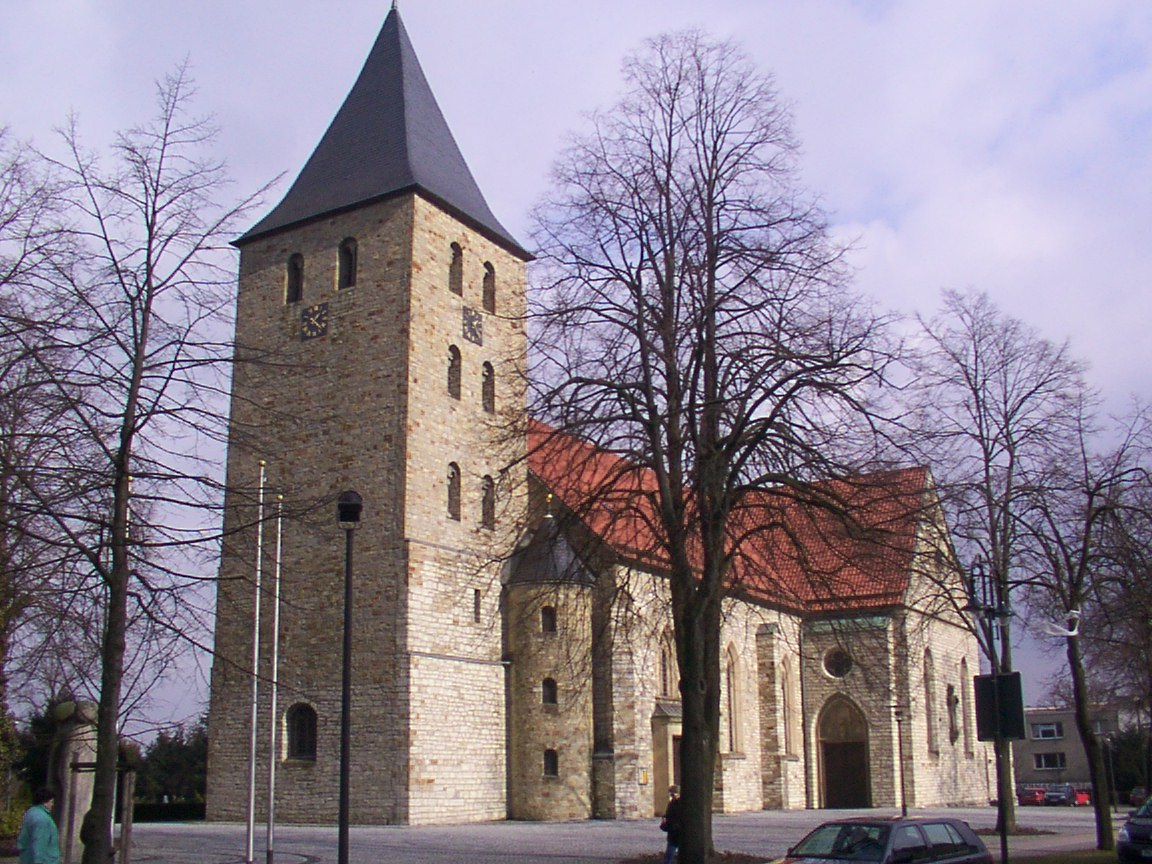
Die katholische St.-Dionysius-Kirche bildet den Ortsmittelpunkt von Elsen

Elsen ist ein westlicher Stadtbezirk von Paderborn im Osten Nordrhein-Westfalens. Der Ort hat rund 16.000 Einwohner (Stand 28. Februar 2023: 16.259) und hat die typischen Eigenschaften einer Vorstadt, die sich aus einem ländlich geprägten Dorf im Paderborner Land entwickelte. Bis 1974 war Elsen eine eigenständige Gemeinde im Amt Schloß Neuhaus.

## Geographie
Elsen liegt im Osten der Westfälischen Bucht im Übergangsbereich von der Hellwegbörde zur Lippeniederung etwa 4,5 Kilometer vom Paderborner Stadtzentrum entfernt – im Städtedreieck zwischen Bielefeld, Dortmund und Kassel.
Im Norden beginnend im Uhrzeigersinn grenzen an Elsen die Paderborner Stadtteile Sande, Schloß Neuhaus, die Kernstadt und der Stadtteil Wewer sowie der Salzkottener Ortsteil Scharmede und der Delbrücker Ortsteil Bentfeld.
Der Stadtbezirk hat eine Fläche von 20,19 Quadratkilometern. Dabei beträgt die Nord-Süd-Ausdehnung etwa sechs Kilometer und die Ost-West-Ausdehnung etwa fünf Kilometer.
Elsen gliedert sich in den Ortskern (Elsen-Dorf), umgeben von Elsen-Bahnhof im Süden, Gesseln im Westen und Nesthausen im Norden. Jeder der vier Ortsteile feiert ein eigenes Schützenfest.
Der Ortskern gruppiert sich um einen kleinen Hügel, auf dessen Kuppe die katholische St.-Dionysius-Kirche steht. Diese Kuppe bildet den Ortsmittelpunkt, in dem sich auch viele Geschäfte befinden. Außerhalb des Ortes befindet sich im Südwesten das Naturschutzgebiet Elser Holz – Rottberg und der teilweise renaturierte Bach Jothe. In Elsen-Bahnhof (direkt am Schützenplatz) befindet sich außerdem das kleine Naturschutzgebiet Buchenwald bei Elsen Bahnhof. Die Landschaft ist generell geprägt durch weite, offene Feld- und Wiesenflächen.
Das größte Fließgewässer ist die Alme am östlichen Ortschaftsrand. Durch Elsen fließt die Gunne, ein kleiner Bach, der nicht nur im Sommer oft austrocknet und in die Lippe entwässert. Der größte See der Ortschaft ist im Norden der Nesthauser See, ein ehemaliger Baggersee.

## Geschichte

### Vorgeschichte
Aufgrund germanischer und römischer Fundstücke aus dem Umkreis von Elsen, die bis ins dritte vorchristliche Jahrtausend zurückreichen, kann man schließen, dass Germanen bereits lange vor Christi Geburt den Elsener Raum in dauernden Besitz nahmen.

### Ortsname und mögliche Identifikation mit dem römischen Aliso
Die Ersterwähnung zum Jahre 1036 in der Vita Meinwerci aus der Zeit um 1160 nennt den Ort „Ilasan“. Wenig jünger ist eine Erwähnung zum Jahr 1058 als „Helsen“. Die Schreibungen mit „I“ und „E“ kommen bis 1325 parallel vor. Die Schreibung mit 'H' erscheint nur in der Mitte des 12. Jahrhunderts.
Die ältere Forschung sah einen Zusammenhang mit den aus der Antike überlieferten Namen des römischen Militärlagers Aliso und des Flusses Elison. Erklärt wurde der Name mit dem Baumnamen Erle (vgl. niederdeutsch Else = Erle). Das Lager ist bedeutend, weil es einer Belagerung durch Germanen nach der Niederlage von Publius Quinctilius Varus standhielt. Es ist zudem das einzige namentlich bekannte Lippelager der Römer. Bereits Fürstbischof Ferdinand von Fürstenberg stellte in seinem Hauptwerk Monumenta Paderbornensia die Behauptung auf, dass sich das alte Römerlager in der Umgebung Elsens befunden habe. Er belegt diese Behauptungen mit der Ähnlichkeit der Namen und der Nähe zur Lippe, an der sich das Lager befunden haben soll. Später schlossen sich teilweise auch namhafte Forscher wie Theodor Mommsen dieser These an. Auch wenn die Namensforschung durchaus mögliche Verbindungslinien sieht, haben archäologische Ausgrabungen in Elsen keine Funde zu Tage gebracht. 1968 wurde dann nur sieben Kilometer von Elsen entfernt das Römerlager Anreppen entdeckt – beides Indizien, die gegen Elsen als Burg Aliso sprechen. Die Mehrheit der aktuellen Forschung lokalisiert Aliso eher im Römerlager Haltern. In der Folge wurde dann der Ortsname mit einem nur erschlossenen Gewässernamen *Ilisa erklärt, der eine Wurzel mit der Bedeutung fließen zeige.

### Mittelalter

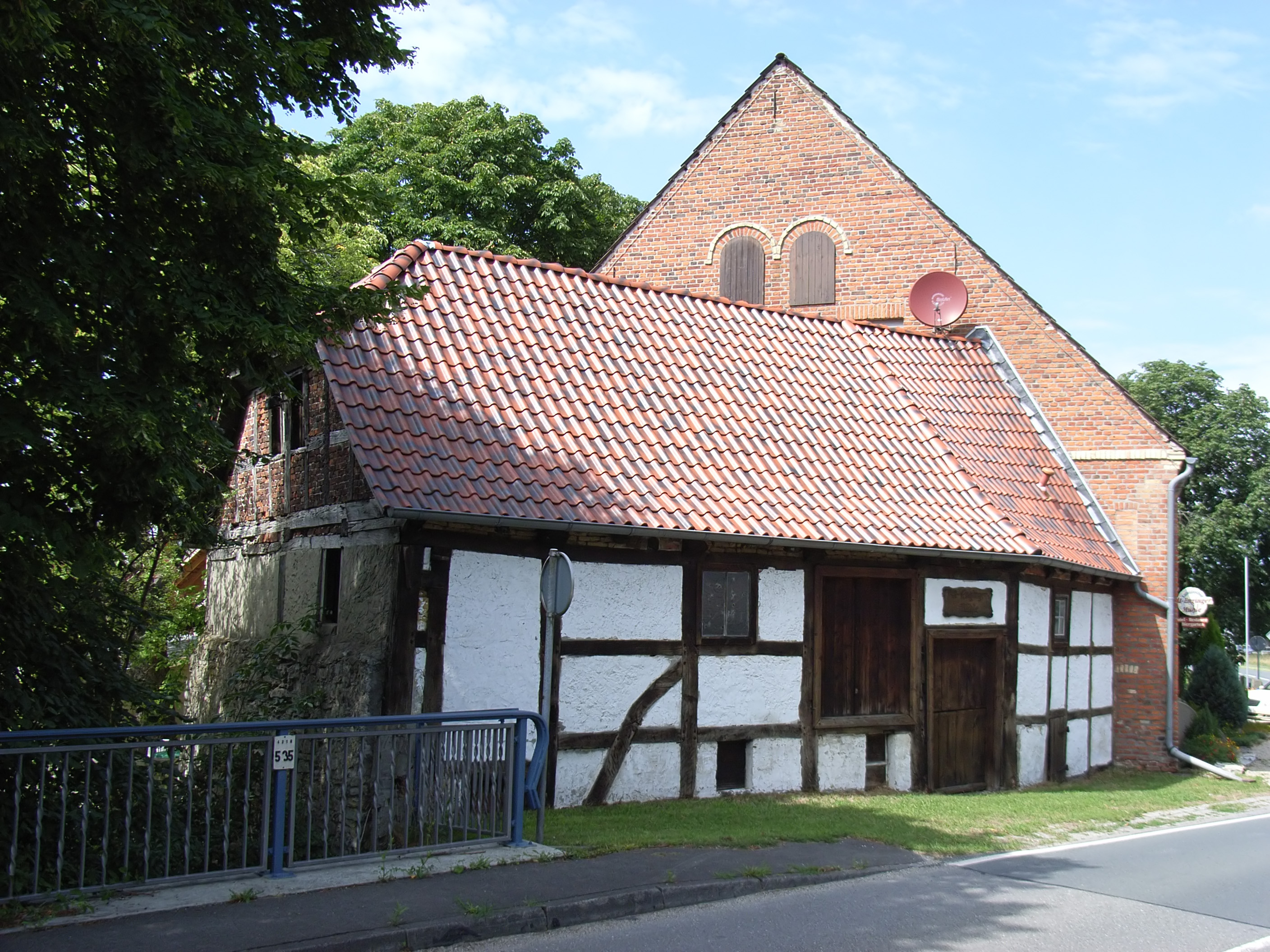
Die Alt-Enginger Mühle (erstmals 1058 erwähnt)

Es gibt nur wenige Zeugnisse über die frühen Jahrhunderte des alten Kirchspiels und Dorfes Elsen. Die erste urkundliche Erwähnung findet der Hof Ilasan, der dem Haupthof Nigenhus (Neuhaus) untergeordnet war, im Jahr 1036. Mit einer Schenkungsurkunde übertrug der Paderborner Bischof Meinwerk den Hof an das neu gegründete Kanonikerstift (später in Busdorfstift umbenannt), an das zukünftig der Zehnt zu entrichten war. In einer Abschrift dieser Urkunde aus dem 15. Jahrhundert lautet die Schreibung des Ortsnamens schon Elesen.
Die Alt-Enginger Mühle, einer der ältesten erhaltenen Bauten des Paderborner Landes, wird in einer Urkunde aus dem Jahr 1058 erstmals erwähnt, mit der Bischof Imad den Fischteich samt der dabei gelegenen Mühle an das Abdinghofkloster überschrieb.
Der Hof Ilasan wurde im Mittelalter Sitz eines in Diensten des Paderborner Bischofs stehenden Niederadelsgeschlechts, der Ritter „von Elsen“, das erstmals 1177 erwähnt wird. Neugründungen und Teilungen von Höfen führten zu Siedlungserweiterung und -verdichtung im Umfeld der von Rittern und Ministerialen verwalteten Meierhöfe, besonders im Bereich der Kirche an der Gunne und in Gesseln, das 1209 in der Form „Gestelen“ belegt ist. Der Streusiedlungscharakter blieb dabei jedoch erhalten.
Das Erscheinungsbild Elsens nahm im Laufe des 13.–15. Jahrhunderts Konturen an, feste soziale Schichten bildeten sich heraus und eine Markgenossenschaft wurde gegründet. Der Hof Ilasan, der später den Namen Steinhof erhielt, war Ausgrabungsergebnissen zufolge der Mittelpunkt eines Befestigungswerks mit Mauer und Graben rund um den Kirchhügel mit der zur Wehrkirche ausgebauten Dionysius-Kirche und hatte so für die Entstehung eines dörflichen Siedlungskerns große Bedeutung.

### 16. Jahrhundert bis 1850

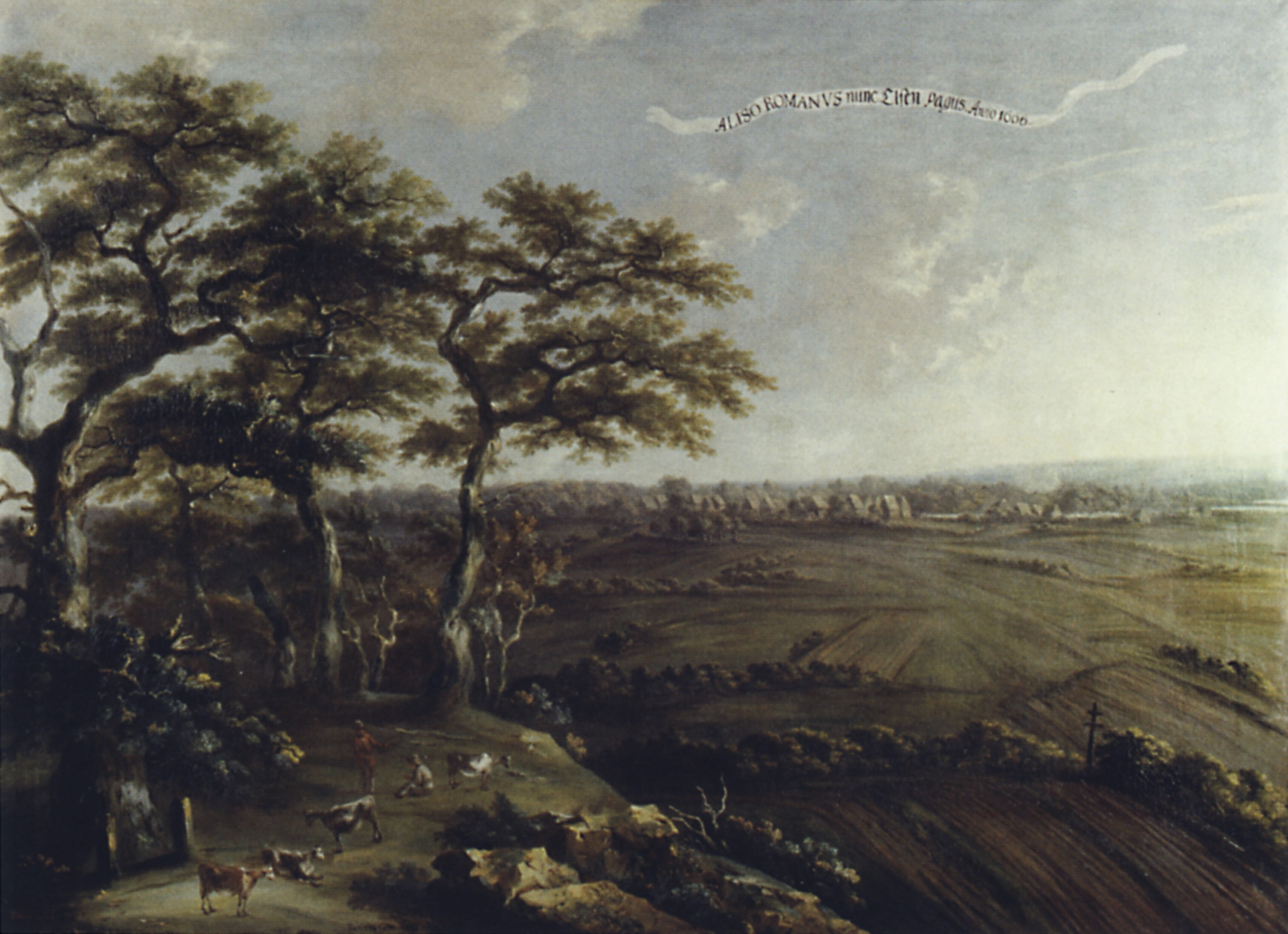
Carl Ferdinand Fabritius: „ALISO ROMANVS nunc Elsen Pagus. Anno 1666“. Die Vedute ist die älteste bekannte Abbildung Elsens und wurde im Auftrag Ferdinand von Fürstenbergs für seine „Monumenta Paderbornensia“ angefertigt.

Im 16.–18. Jahrhundert war Elsen Teil des absolutistischen Hochstifts Paderborn. Bei einem großen Dorfbrand in der Fastenwoche des Jahres 1506 brannten 14 Häuser nieder, wohl ein großer Teil der damaligen Bebauung. Im Dreißigjährigen Krieg (1618–1648) und im Siebenjährigen Krieg (1756–1763) hatte das Dorf unter Truppenstationierungen und Besetzungen von Paderborn und Umgebung zu leiden, und auch die Kriegsauswirkungen ab 1794 stellten große Belastungen dar.
1802 verlor das Hochstift Paderborn mit der Besetzung durch Preußen seine staatliche Selbständigkeit.
Elsen bildete von 1807 bis 1813 eine Gemeinde im Kanton Neuhaus des Königreichs Westphalen und fiel 1813 nach der napoleonischen Niederlage an Preußen zurück. Der Ort wurde 1815 in die neue Provinz Westfalen eingegliedert und kam durch Erlass der Königlichen Regierung in Minden 1816 zum neuen Kreis Paderborn. Im Kreis Paderborn gehörte Elsen zum Amt Neuhaus (ab 1957 Amt Schloß Neuhaus).
Der Übergang Elsens von einem fürstbischöflichen Dorf zu einer preußischen Landgemeinde brachte vielfältige und tiefgreifende Veränderungen wie beispielsweise die Markenteilung mit sich, die sich jedoch nicht abrupt vollzogen. So wurden die zuvor in Gemeinschaftsbesitz befindlichen großen Heide- und Waldgebiete Elser Heide und Elser Holz – nun unter individueller Nutzung – innerhalb weniger Jahrzehnte in Ackerland umgewandelt bzw. abgeholzt, so dass heute nur noch Straßen- und Flurnamen daran erinnern. Auf dem Gebiet des ehemaligen Elser Holzes befindet sich heute das Naturschutzgebiet Elser Holz/Rottberg.

### 1850 bis 1975

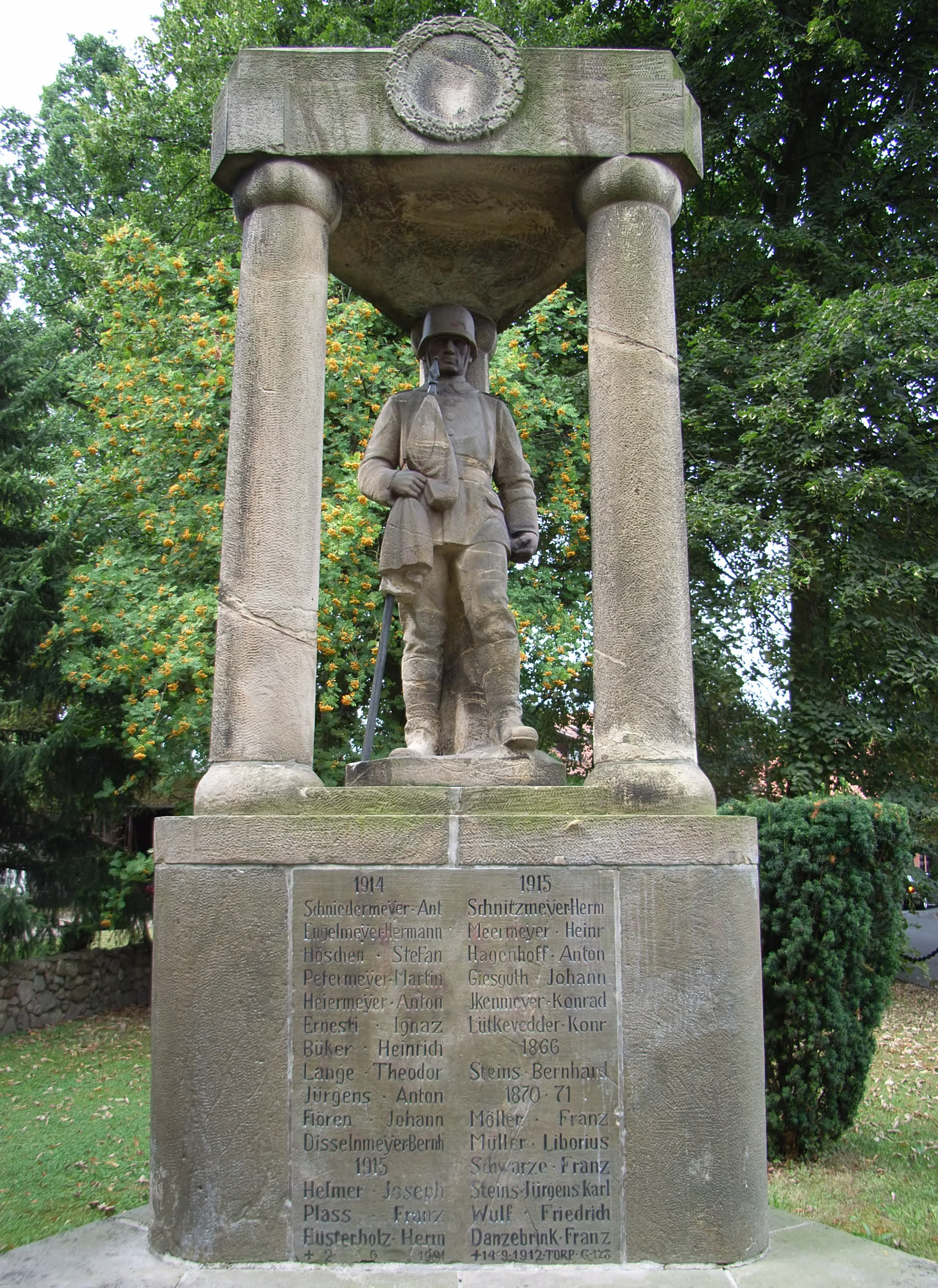
Kriegerehrenmal für die Gefallenen des Ersten Weltkriegs

Der Bau der Eisenbahnlinie Paderborn–Lippstadt in den Jahren 1850–1853 läutete den Beginn des Industriezeitalters ein. In dem bislang rein agrarisch geprägten Dorf vollzog sich durch die Ansiedlung von Kleinindustrie- und Handwerksbetrieben ein Strukturwandel. Die neuen Betriebe boten Beschäftigungsmöglichkeiten für Arbeiter außerhalb der Landwirtschaft. Diese und die im Umland beschäftigen Arbeiter siedelten sich im neuen Ortsteil Elsen-Bahnhof an. Auch wuchs Elsen immer schneller – hatte das Dorf 1818 noch 903 Einwohner, so war die Einwohnerzahl im Jahr 1939 auf 3538 gewachsen. Am 1. März 1913 wurde die PESAG-Straßenbahnlinie 6 vom Paderborner Bahnhof nach Elsen in Betrieb genommen, deren Endhaltestelle an der Dicken Linde in Gesseln lag.
Auch die Zeit des Nationalsozialismus hinterließ seit 1933 ihre Spuren in Elsen. Einen Niederschlag fand die nationalsozialistische Ideologie etwa bei den dörflichen Feierlichkeiten: 1934 feierte der örtliche Turnverein sein 40-jähriges Bestehen – ein von den auf Körperertüchtigung bedachten Nationalsozialisten gerne gesehenes Fest. Im Juli 1939 wurde das 50-jährige Jubiläum der Kriegerkameradschaft zu einem dreitägigen Volksfest, beim Festzug nahmen 40 auswärtige Vereine teil. Auf den örtlichen Höfen wurden nach Beginn des Zweiten Weltkrieges Zwangsarbeiter hauptsächlich aus dem Osten eingesetzt. Die Bauern, die vom Einsatz der Zwangsarbeiter nicht unwesentlich profitierten, behandelten die ausländischen Arbeitskräfte unterschiedlich – manche behandelten sie schlecht, andere steckten ihnen Essen zu. Im Saal der Gaststätte „Römerkrug“ befand sich zur Kriegszeit ein Lager für etwa 60 ausländische Zwangsarbeiter, hauptsächlich aus dem Westen (Belgier, Franzosen). Sie wurden zur Ausbesserung des Paderborner Hauptbahnhofs herangezogen. 1941 waren 17–21 Polen im Ziegeleigebäude der Firma Junk in Elsen untergebracht.
Elsen blieb von den großen Bombenangriffen auf Paderborn im Frühjahr 1945, die die Stadt zu über 85 Prozent zerstörten, verschont. Aufgrund der zugezogenen Bombengeschädigten aus der Paderborner Kernstadt war jedoch ein starker Einwohnerzuwachs zu verzeichnen. Der Ort wurde am 2. April 1945 kampflos den Amerikanern übergeben, hatte in der Folgezeit jedoch noch die Last der Einquartierung von Besatzungstruppen und über 1300 Evakuierten zu tragen.
Mit der offiziellen Auflösung Preußens und damit auch der Provinz Westfalen durch den Alliierten Kontrollrat 1947 und der vorhergehenden Gründung des Landes Nordrhein-Westfalen im Jahr 1946 wurde der Regierungsbezirk Minden und damit auch die Gemeinde Elsen Teil des neuen Landes Nordrhein-Westfalen. Mit der Gründung der Bundesrepublik Deutschland wurde 1949 auch Elsen Teil der Bundesrepublik.
Nach dem Krieg siedelten sich viele Evakuierte und Vertriebene des Krieges an. Die folgenden Jahre waren von Wohnungsneubau geprägt, die NATO baute eine Siedlung für über 1000 Bedienstete, die Von-Ketteler-Straße erlangte langsam „City-Charakter“ und Elsen entwickelte sich endgültig zu einem Wohnvorort. In den 1950er-Jahren wurde das gesamte Straßenbahnnetz der PESAG zugunsten eines Omnibusnetzes zurückgebaut; die letzte Fahrt auf der Strecke Paderborn–Elsen erfolgte am 31. März 1958.

### 1975 bis heute

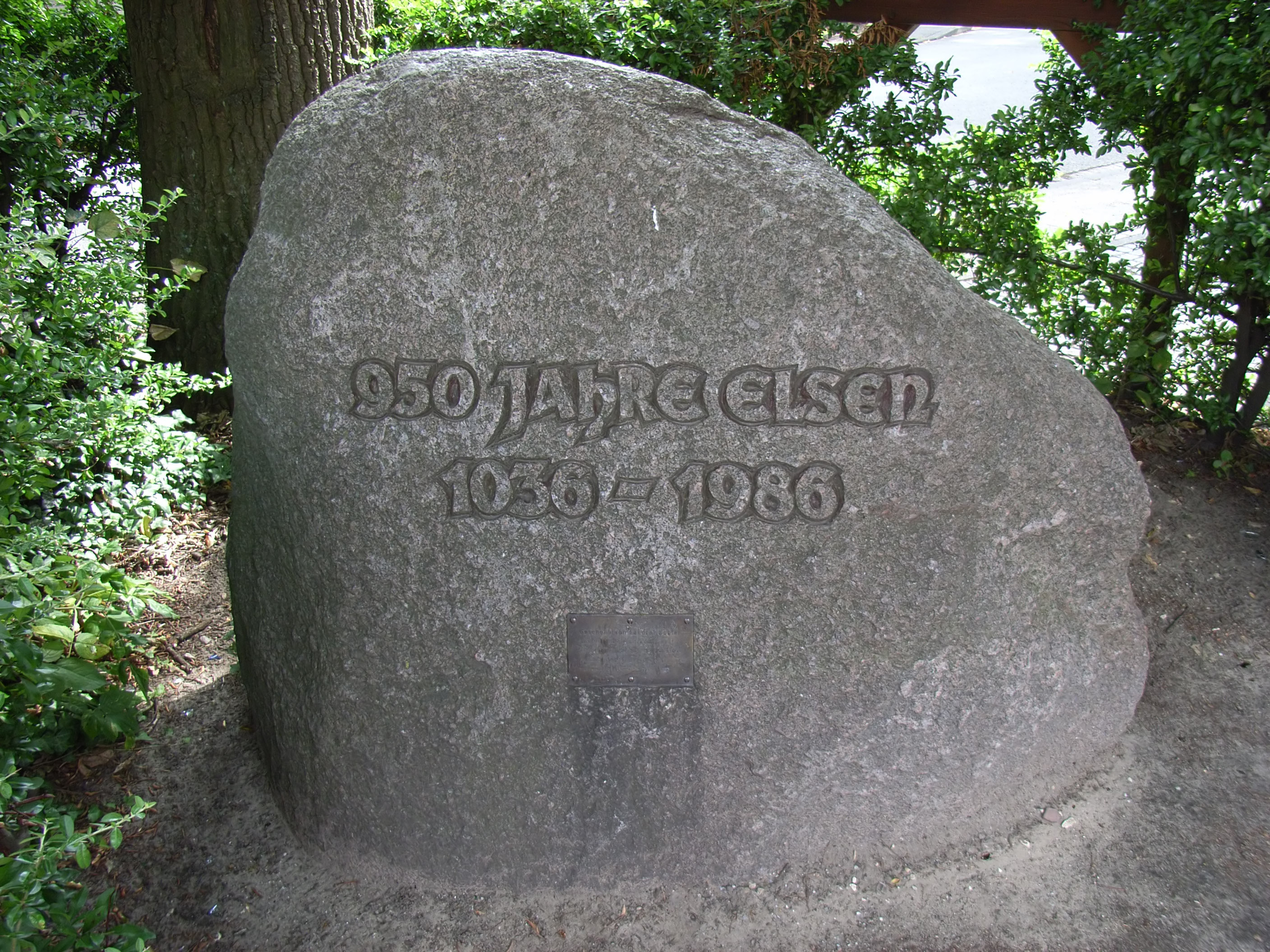
Gedenkstein zum 950-jährigen Ortsjubiläum

Im Rahmen der nordrhein-westfälischen Gebietsreform wurde die bis dahin eigenständige und dem Amt Schloß Neuhaus angehörige Gemeinde zum 1. Januar 1975 mit dem „Gesetz zur Neugliederung der Gemeinden und Kreise des Neugliederungsraumes Sauerland/Paderborn (Sauerland/Paderborn-Gesetz)“ vom 5. November 1974 mit der Stadt Paderborn und den Gemeinden Benhausen, Dahl, Neuenbeken (größtenteils), Sande und Schloß Neuhaus zur neuen Stadt Paderborn zusammengeschlossen. Zu diesem Zeitpunkt lebten nur noch etwa 10 % der Bevölkerung von der Landwirtschaft und der Ort wuchs weiter stetig. 1986 feierte der Ort sein 950-jähriges Bestehen (seit der ersten urkundlichen Erwähnung 1036) mit einem großen Festumzug.

### Einwohnerentwicklung
| Jahr | Einwohner |
| ---- | --------- |
| 1803 | ca. 900   |
| 1849 | 1.124     |
| 1939 | 3.538     |
| 1960 | 4.817     |
| 1961 | 4.895     |
| 1970 | 6.314     |
| 1974 | 7.802     |
| 2006 | 15.695    |
| 2013 | 16.116    |
| 2016 | 16.374    |
| 2023 | 16.259    |

## Religionen

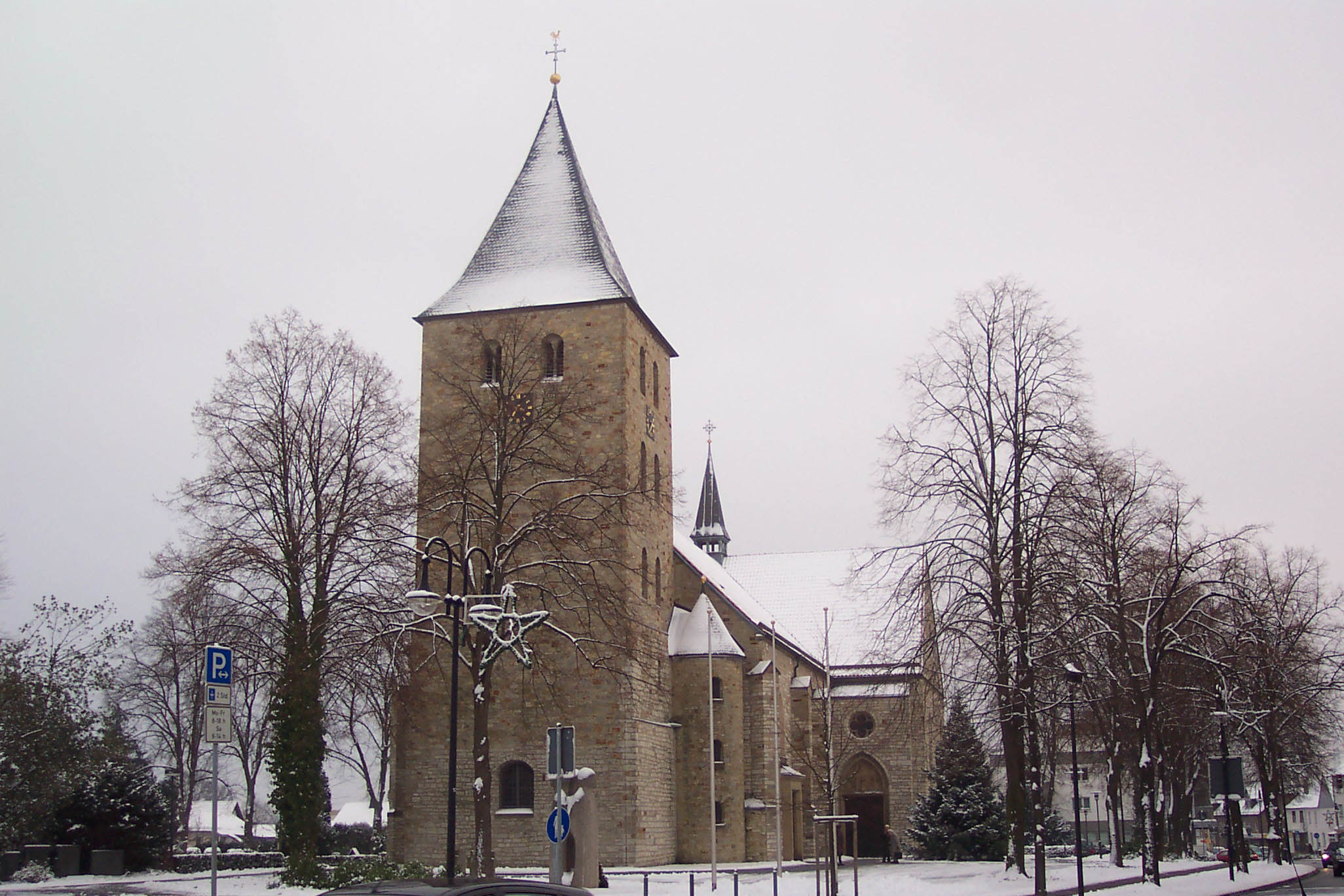
Katholische St.-Dionysius-Kirche, Südansicht im Winter

Die Mehrheit der Bevölkerung Elsens ist katholisch und gehört zur Kirchengemeinde St. Dionysius Elsen im Dekanat Paderborn des Erzbistums Paderborn.
Die evangelisch-lutherischen Einwohner gehören zur ev.-luth. Kirchengemeinde Elsen im Kirchenkreis Paderborn der Evangelischen Kirche von Westfalen.

### Katholische Kirchengemeinde

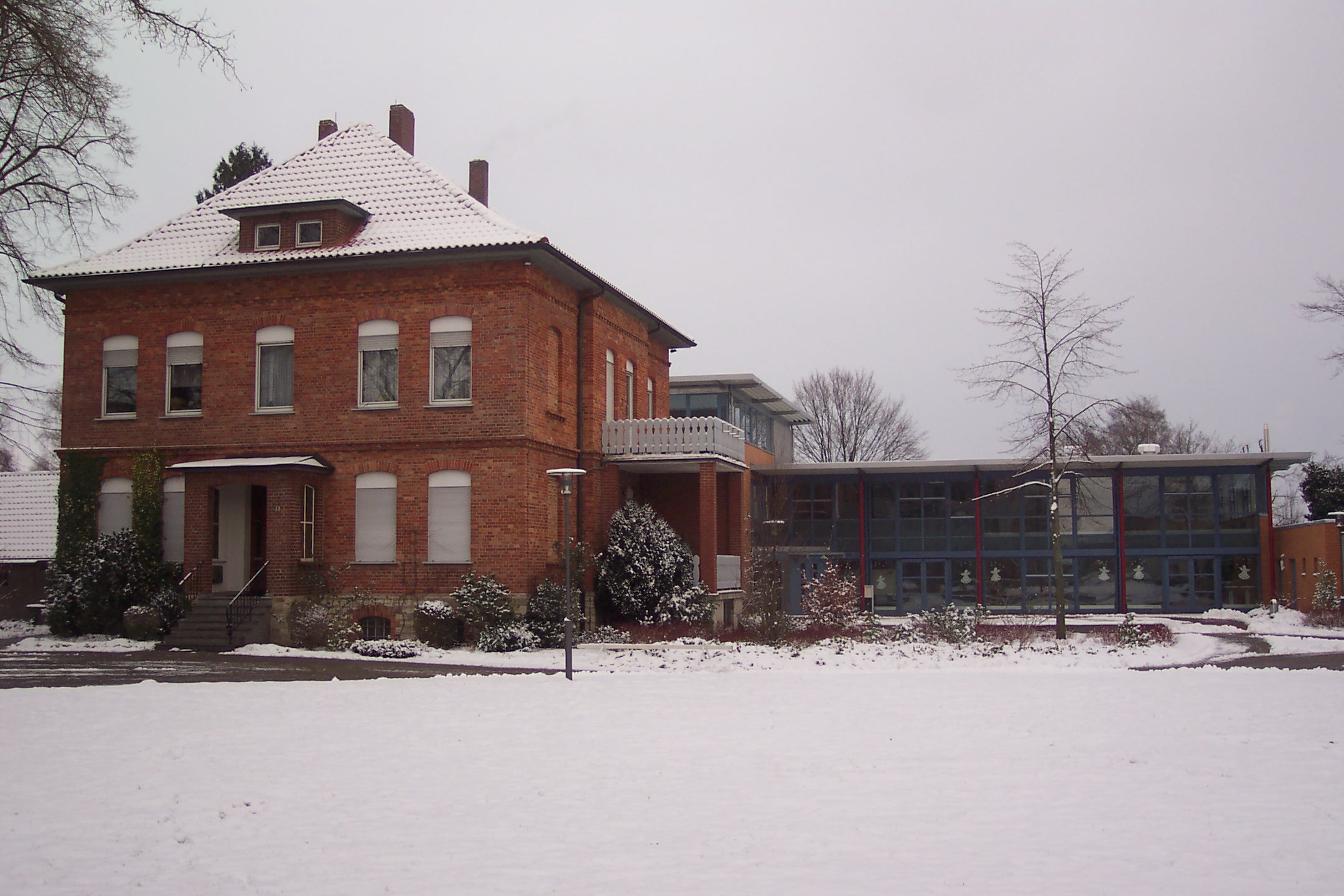
Das Pfarrhaus der katholischen Kirchengemeinde Elsen

Die katholische Pfarrkirche St. Dionysius und St. Urban liegt auf einer kleinen Anhöhe und beherrscht das Elsener Ortsbild. Der massige, fünfgeschossige, romanische Turm aus dem 11./12. Jahrhundert überragt heute wie damals alle anderen Gebäude des Ortes. Die Kirche war lange Zeit auch Mutterkirche der Gemeinden Neuhaus und Sande.
In früheren Jahrhunderten inmitten des Steinhofs mit der ringförmigen Befestigungsanlage gelegen, hatte die Kirche die Funktion einer Wehrkirche, worauf auch eine 42 Zentimeter breite und 170 Zentimeter hohe innere Mauertreppe im Turm hinweist.
Die Gründung der Elsener Kirche ist nicht bezeugt. Indizien sprechen aber dafür, dass sie 1036, im Jahr der ersten urkundlichen Erwähnung der Ortschaft, bereits existierte und wahrscheinlich in der Karolingerzeit gegründet wurde. Dafür spricht, dass der hl. Dionysius, der erste Bischof von Paris, zu den Heiligen zählt, die im karolingischen Frankenreich besondere Verehrung genossen und seine Reliquien im Zuge der Christianisierung des Sachsenlandes durch eine der damals üblichen Reliquien-Translationen ins Paderborner Land gekommen sind. Sie dürfte damit eine der ältesten Kirchen im Bistum Paderborn sein.
Aufgrund des rasanten Wachstums der Gemeinde im 19. Jahrhundert wurde die alte Pfarrkirche schnell zu klein, so dass sie 1851 schließlich durch eine größere ersetzt wurde. So ist von der alten Kirche nur der Turm erhalten geblieben. Das weiterhin große Wachstum der Gemeinde machte 1925 erneut einen Anbau notwendig. Die kostbaren neugotischen Fenster stammen aus der Anfangszeit des 20. Jahrhunderts und prägen den neugotischen Kirchenraum bis heute.
In St. Dionysius gibt es eine überdurchschnittlich große Zahl von Priesterberufungen.

### Evangelisch-lutherische Kirchengemeinde

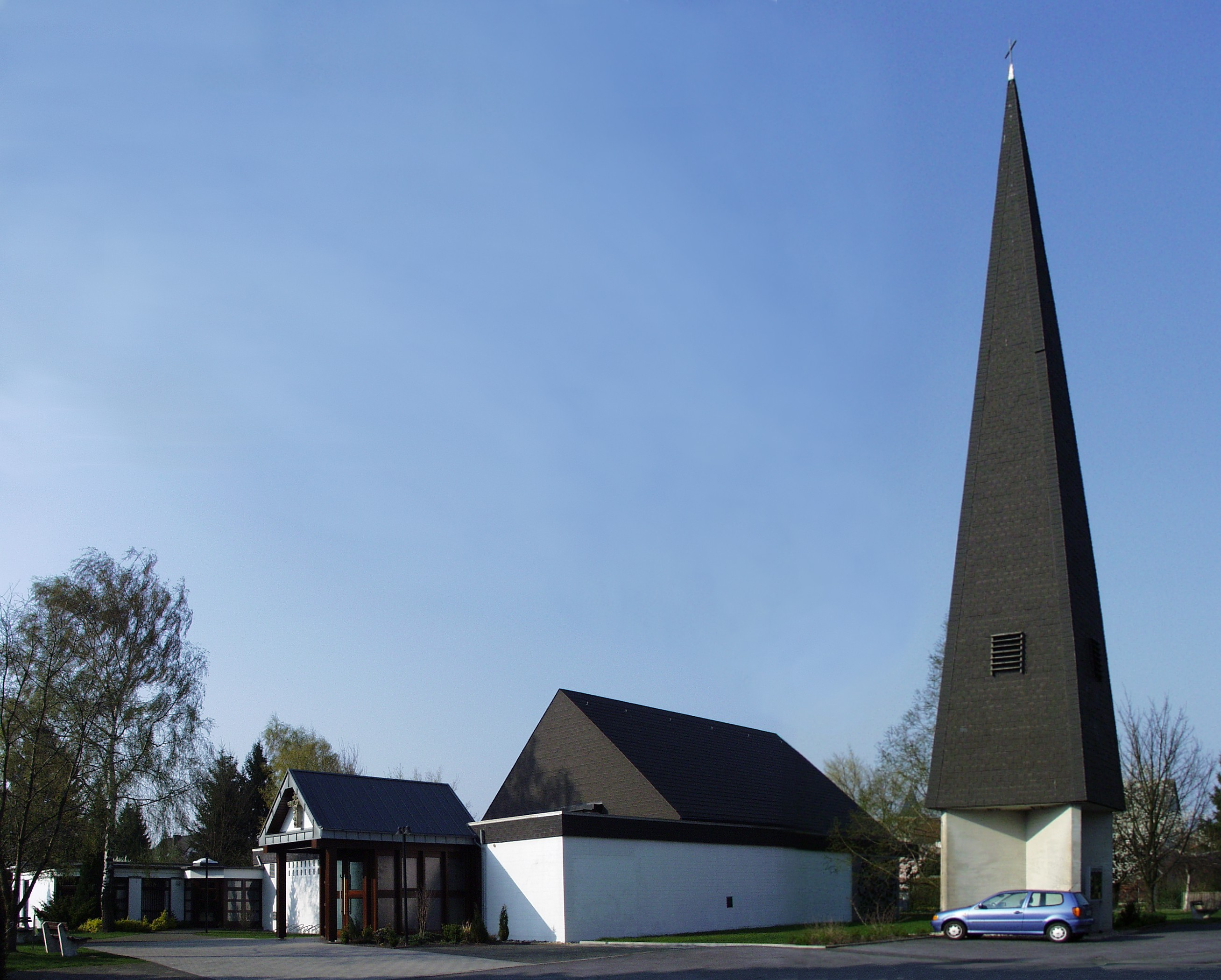
Ev.-luth. Erlöserkirche

Nachdem sich 1802 in Paderborn eine evangelische Gemeinde formiert hatte, weisen die Kirchenbücher die ersten evangelischen Einwohner in Elsen erst im Jahr 1896 aus. Ihre Zahl wuchs bis 1939 nur langsam auf insgesamt sieben Familien. Nach dem Zweiten Weltkrieg gab es im gesamten Paderborner Land im größeren Maß Zuzug evangelischer Christen aus dem Ruhrgebiet und aus Schlesien, Pommern und Ostpreußen. Ab 1947 gehörten die evangelischen Einwohner Elsens, die nun mehrere hundert zählten, zur neu eingerichteten Pfarrstelle für die Paderborner Landbezirke. Ihre Zahl wuchs in den folgenden Jahrzehnten schnell, so dass 1965 eine eigene Kirche, die Erlöserkirche, gebaut wurde. 1982 wurde Elsen ein eigener Pfarrbezirk von Paderborn und 1987 dann eine eigenständige Gemeinde, zu der auch Scharmede gehört.

## Politik

### Bezirksausschuss
Gemäß § 3 Abs. 2 der Hauptsatzung der Stadt Paderborn bildet der Paderborner Stadtrat für den Stadtteil Paderborn-Elsen einen Bezirksausschuss.

### Wappen

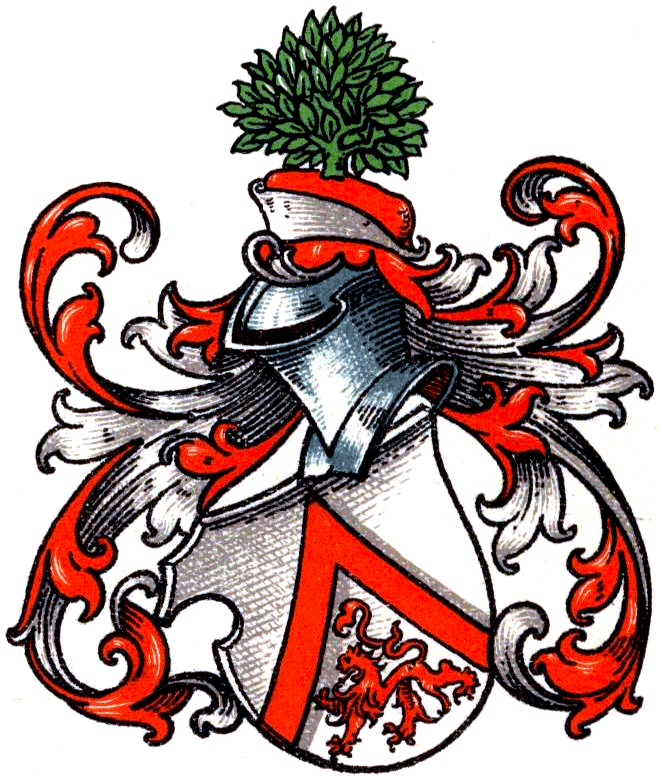
Wappen von Elsen

Das Wappen zeigt einen roten Sparren auf weißem Grund, darunter ein schreitender (d. h. eine Tatze erhoben), roter Löwe. Auf dem Helm einen weit aufgeschlagenen roten Hut, dahinter ein grüner Baumwipfel, der möglicherweise ursprünglich einen Pfauwedel darstellte. Es war das Familienwappen derer von Elsen, das erstmals 1177 erwähnt wird. Die Ritter von Elsen benannten sich nach dem alten Hof Ilasan, der auch für die gesamte Ortschaft Dorf namensgebend wurde.

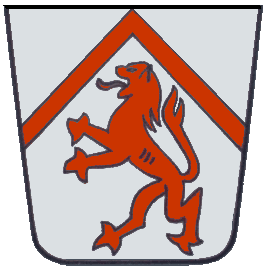
Logo der SpaDaKa Elsen

Anfang der 1970er Jahre allerdings wurde eine vereinfachte Darstellung des Wappens ohne Helm und Baumwipfel und mit einem stehenden Löwen von der Spar- und Darlehnskasse Elsen als Firmenlogo verwendet. Dieses Logo fand starke Verbreitung und wird heute von vielen Elsenern als Elsener Wappen betrachtet. Mittlerweile verwenden es sogar mehrere Elsener Vereine (Schützen, TuRa, Spielmannszug).

## Wirtschaft und Infrastruktur
Elsen verfügt über zwei Gewerbegebiete, Fohling und Am Mühlenteich. Der dem Paderborner Stadtzentrum zuzurechnende Industriepark Alme östlich der Alme liegt zu einem Teil auch auf dem Gebiet der alten Gemarkung Elsen. In diesem Industriepark sind vor allem Unternehmen der IT-Branche ansässig.
Elsen ist Sitz der Volksbank Elsen-Wewer-Borchen mit weiteren Filialen in Wewer, Alfen, Etteln, Kirch- und Nordborchen. Des Weiteren gibt es in Elsen je eine Filiale der Volksbank Paderborn und der Sparkasse Paderborn.

### Verkehr
Am Ostrand der Ortschaft verläuft die Bundesautobahn 33 Bielefeld–Wünnenberg-Haaren. Am Nordrand der Ortschaft verläuft die Bundesstraße 64 aus Richtung Münster kommend mit der Autobahnanschlussstelle Paderborn-Schloß Neuhaus. Am Südrand Elsens mit der Autobahnanschlussstelle Paderborn-Zentrum aus Richtung Soest kommend verläuft die B 1, die an der Anschlussstelle Paderborn-Elsen nordostwärts abgehend bis hinter Schlangen als reine Kraftfahrstraße Richtung Hameln und Hannover führt.
Der nächstgelegene Bahnhof ist der nur weniger als einen Kilometer hinter der Stadtgrenze gelegene Bahnhof im Salzkottener Stadtteil Scharmede an der Bahnstrecke Hamm–Warburg; der nächstgelegene Fernbahnhof ist der Paderborner Hauptbahnhof. Der ehemalige Haltepunkt an der Bahnstrecke Hamm–Warburg im Ortsteil Elsen-Bahnhof ist stillgelegt.
Der Flughafen Paderborn/Lippstadt liegt weniger als 20 Kilometer entfernt und ist über gut ausgebaute Straßen zu erreichen.
Den Stadtverkehr mit Bussen trägt der PaderSprinter (früher PESAG) und verbindet Elsen so mit allen anderen Paderborner Stadtteilen. Im Bus-Regionalverkehr wird Elsen von einigen Linien der BahnBus Hochstift GmbH angefahren.

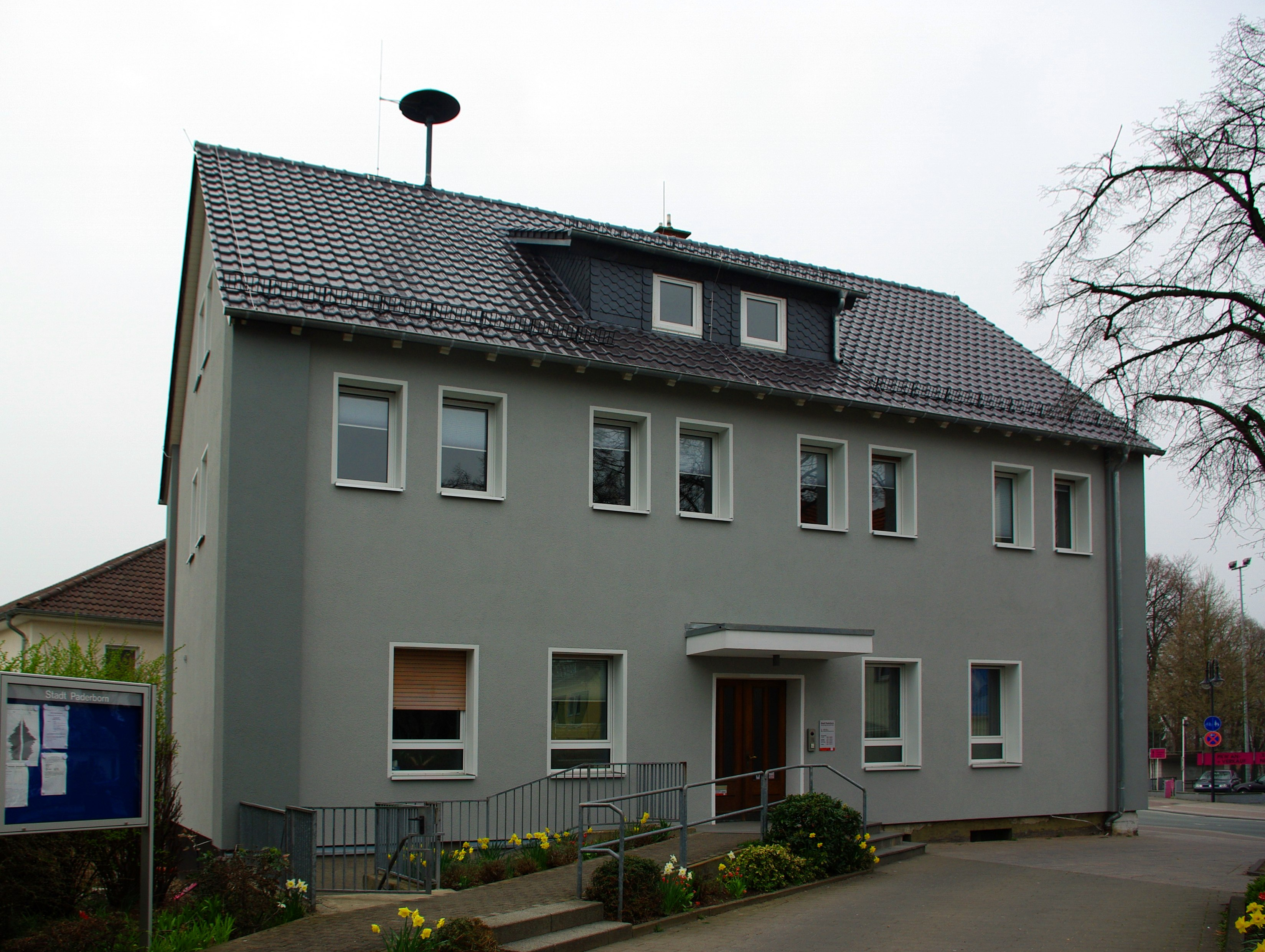
Verwaltungsnebenstelle Elsen der Stadt Paderborn

### Öffentliche Einrichtungen
Im Ortskern Elsens befindet sich ein Büro der Polizeiwache Schloß Neuhaus. Die Verwaltungsnebenstelle der Stadtverwaltung Paderborn ist 2023 von dort in die Räume der Gesamtschule Paderborn-Elsen gezogen.
Am südwestlichen Stadtrand zum Salzkottener Stadtteil Scharmede befindet sich die 1979 gegründete zentrale Mülldeponie Alte Schanze des Kreises Paderborn.

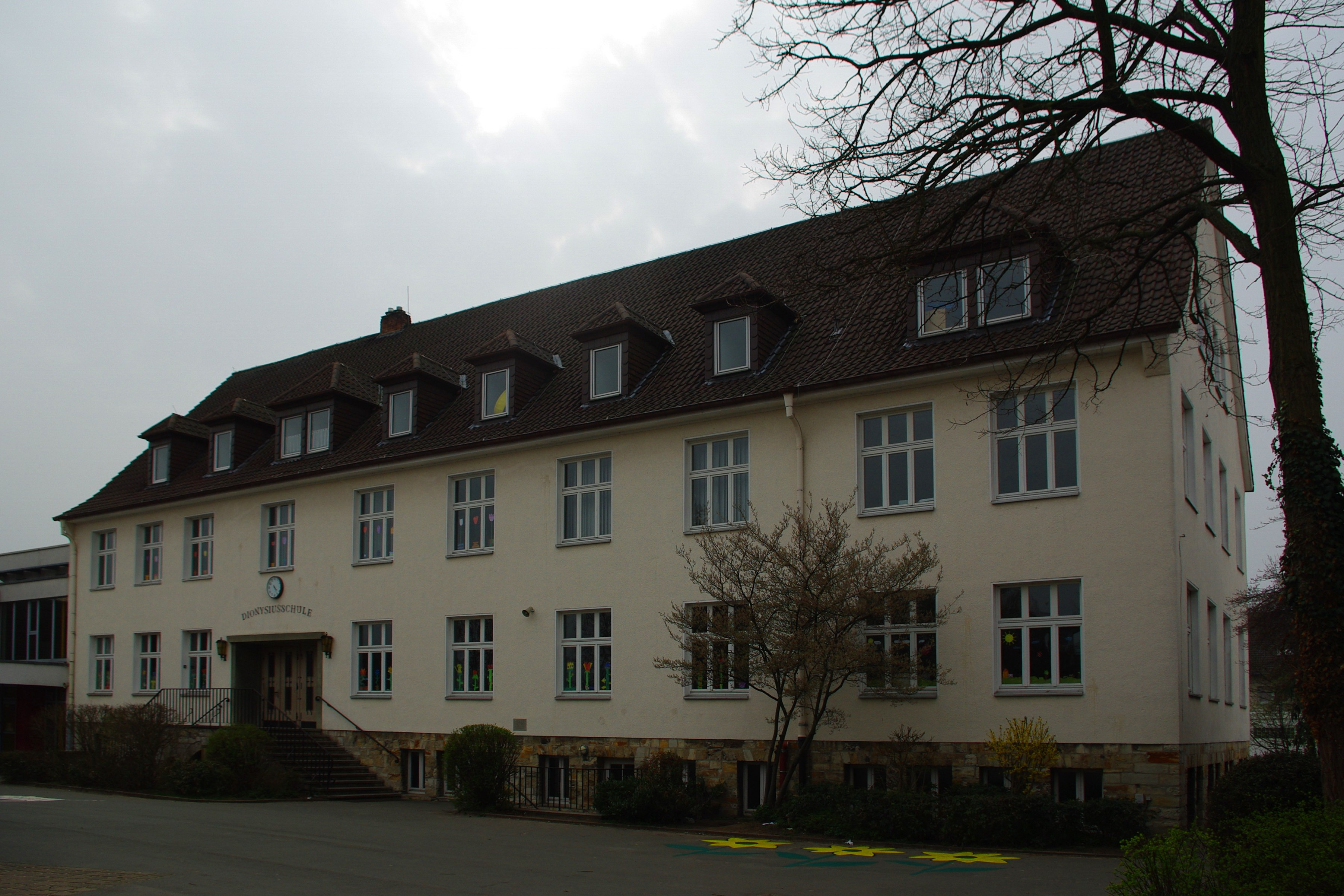
Hauptgebäude der Dionysius-Grundschule. Zuvor Schulgebäude der Volksschule Elsen.

### Bildung
Elsen verfügt über zwei Grundschulen, die Comeniusschule und die Dionysiusschule, sowie über eine Gesamtschule, die Gesamtschule Paderborn-Elsen. Daneben besitzt der Ort sieben Kindergärten, davon vier in städtischer, zwei in katholischer und einen in evangelischer Trägerschaft.

### Sport
Der größte Sportverein in Elsen ist die TuRa Elsen 1894/1911 e. V. 16 Abteilungen gehören mittlerweile der TuRa Elsen an. In alphabetischer Reihenfolge sind das: American Football, Badminton, Basketball, Darts, Fußball, Handball, Inklusionssport, Karneval, Leichtathletik, Schach, Schwimmen, Tanzen, Tennis, Tischtennis, Turnen und Volleyball. Knapp 3.000 Sportler stark ist die TuRa im Laufe der Zeit geworden. Im Jahr 2005 übernahm Bernd Kürpick den Vereinsvorsitz von Alfons Bernard, Ehrenvorsitzende sind Rudi Mersch und Alfons Bernard.
Der Schießsportverein St. Hubertus Elsen schießt seit der Saison 2004/2005 in der Luftgewehr-Bundesliga und war Deutscher Mannschaftsmeister 2006, 2012, 2016 und 2017.

## Persönlichkeiten

### Söhne von Elsen
- Josef Hißmann (1907–1989), Autor, nach ihm ist die Josef-Hißmann-Straße benannt.
- Melvin Jostmann (* 2000), Basketballspieler

### Ehrenbürger

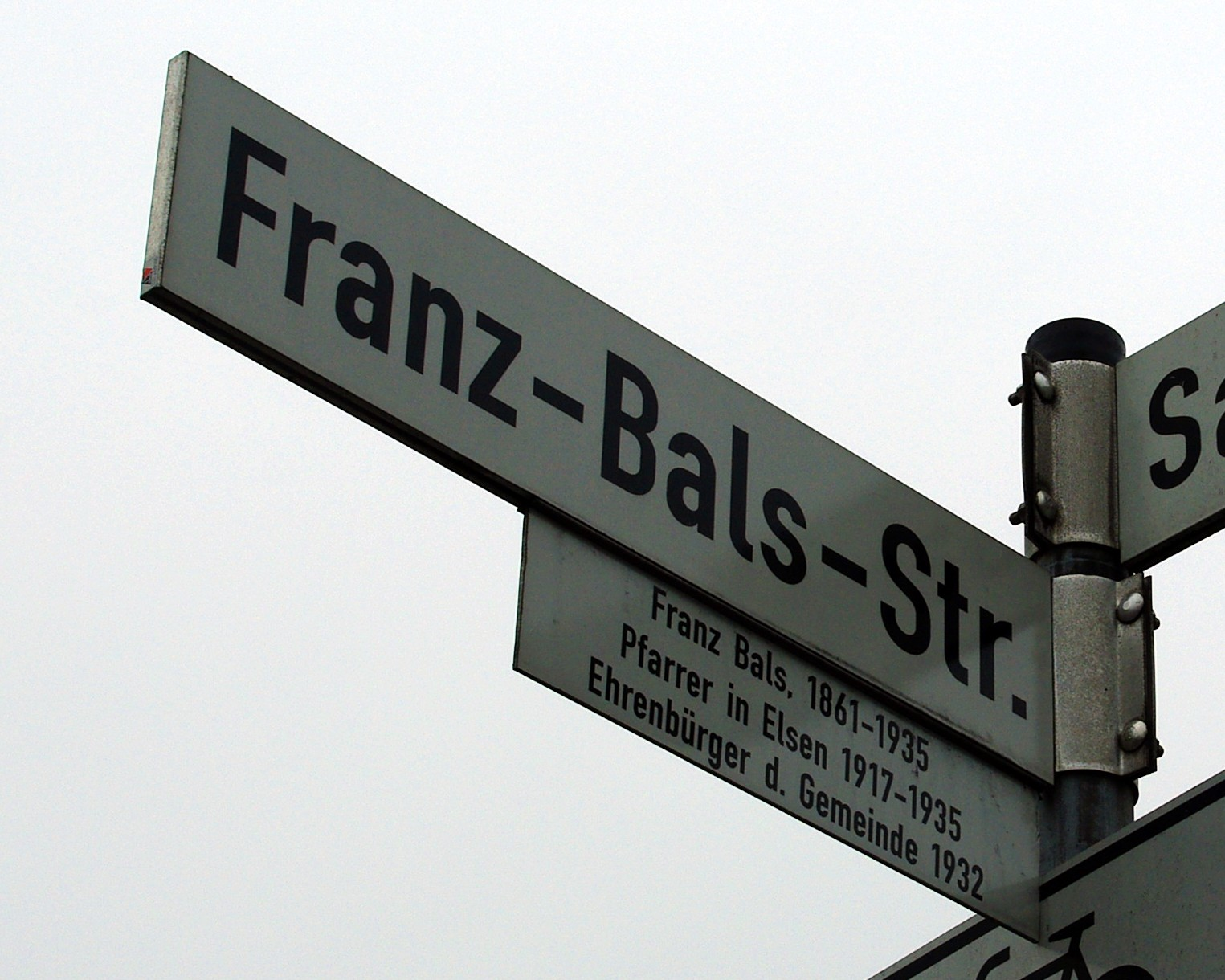
Die Franz-Bals-Straße ist nach dem Ehrenbürger Franz Bals benannt.

Die damalige Gemeinde Elsen hat folgenden Personen das Ehrenbürgerrecht verliehen:
- 1910: Joseph Schnitz (1847–1912), Paderborner Generalvikar (seit 1901) und Dompropst. Nach ihm ist in Elsen die Josef-Schnitz-Straße benannt.
- 1932: Pfarrer Franz Bals (1861–1935), katholischer Gemeindepfarrer von 1917 bis 1935. Nach ihm ist in Elsen die Franz-Bals-Straße benannt.
- 1952: Prälat Bernhard Sinne (9. Dezember 1878–19. August 1961), Pfarrer an St. Maria-Magdalena in Omaha, Nebraska, Geistlicher Rat a. h. der Erzdiözese Paderborn
- 1959: Theodor Plesser (1880–?), verdienter Bürger der Gemeinde
- 1963: Pfarrer Heinrich Mentrop, katholischer Gemeindepfarrer